# Eriogonum cinereum
Eriogonum cinereum är en slideväxtart som beskrevs av George Bentham. Eriogonum cinereum ingår i släktet Eriogonum och familjen slideväxter. Inga underarter finns listade i Catalogue of Life.